# Arnold Erlanger
Arnold Erlanger (22. Juli 1916 in Ichenhausen – 11. Februar 2007 in Melbourne)  war ein deutsch-australischer jüdischer Überlebender mehrerer NS-Lager und ein wichtiger Zeitzeuge.

## Leben
Er war der Sohn des Metzgers Levi Erlanger (1882–1943) und dessen Frau Hedwig geb. Gutmann (1887–1942). 
Arnold Erlanger floh vor dem Nationalsozialismus in die Niederlande, wo er nach der Besetzung des Landes im Zweiten Weltkrieg verhaftet wurde und danach in verschiedene Konzentrationslager kam. Sein Leidensweg führte ihn vom Durchgangslager Westerbork in die Konzentrationslager Auschwitz, Buchenwald und Flossenbürg. Nach der Befreiung kehrte Arnold Erlanger zurück in die Niederlande, wo er 1947 eine jüdische Witwe mit zwei Töchtern heiratete. Da die schrecklichen Erlebnisse ihm Nacht für Nacht den Schlaf raubten, wanderte er nach Australien aus, wo er im Jahr 2007 starb.
Die Stadt Ichenhausen hat zu seiner Erinnerung eine Straße nach ihm benannt.